# 스타드 브레스투아 29
스타드 브레스투아 29(프랑스어: Stade Brestois 29), 흔히 스타드 브레스투아(프랑스어: Stade Brestois) 또는 간단히 브레스트(프랑스어: Brest)로 알려진 이 클럽은 브레스트에 위치한 프랑스의 프로 축구 클럽이다. 1903년에 설립된 아르모리켕 드 브레스트(프랑스어: Armoricaine de Brest)를 포함한 다섯 개의 지역 후원 단체가 합병한 후 1950년에 창단되었다. 이 클럽은 2018-19년 시즌 동안 1부 리그로 승격된 이후로 프랑스 축구의 최상위 리그인 리그 1에서 경쟁하고 있다.
스타드 브레스투아는 2016년 5월 10일부터 기업가 드니 르 생에 의해 회장직을 맡고 있다.

## 역사
소식통에 따르면 클럽의 설립 날짜에 대해서는 동의하지 않다. 현재 클럽에서 제시한 버전에 따르면, 클럽은 1950년에 다섯 개의 지역 후원 단체가 합병하여 탄생했다. 그러나 클럽이 설립되었을 때, 스타드 브레스투아 가문이 1903년에 설립된 아르모리켕 드 브레스트의 건물과 자리를 이어받아 직접 상속인이 되었다.

## 선수 명단

### 현역
참고: FIFA 자격 규정에 따라 소속된 국가대표팀 국기를 표시합니다. 선수는 복수의 FIFA 비회원국 국적을 가지고 있을 수 있습니다.
| 번호 | 포지션 | 국적 | 이름          |
| ---- | ------ | ---- | ------------- |
| 2    | DF     |      | 브래들리 로코 |
| 9    | MF     | 말리 | 카모리 둠비아 |

| 번호 | 포지션 | 국적 | 이름 |
| ---- | ------ | ---- | ---- |

## 역대 감독
| 감독              | 임기        |
| ----------------- | ----------- |
| 올리비에 달롤리오 | 2019 ~ 2021 |